# Timmiella diminuta
Timmiella diminuta là một loài Rêu trong họ Pottiaceae. Loài này được (Müll. Hal.) P.C. Chen miêu tả khoa học đầu tiên năm 1941.